# Systoechus aureus
Systoechus aureus är en tvåvingeart som beskrevs av Hesse 1938. Systoechus aureus ingår i släktet Systoechus och familjen svävflugor. Inga underarter finns listade i Catalogue of Life.